# Спасоје Ћузулан
Спасоје Ћузулан (Требиње, 5. мај 1938 — Орашје, 21. мај 2015) био је српски професор филозофије на Филозофском факултету у Сарајеву и Филозофском факултету у Никшићу и познати преводилац више дела савремених француских филозофа.

## Биографија
Спасоје Ћузулан рођен је у Орашју у Поповом пољу код Требиња. Завршио је студије филозофије и латинског језика на Филозофском факултету у Сарајеву 1965. године. Докторску дисертацију под насловом „Метафизичке претпоставке теорије значења и и језика у филозофији Едмунда Хусерла”, одбранио је 1974. године на Одељењу за филозофију и социологију Филозофског факултета у Сарајеву. Године 1972. био је изабран за асистента, 1985. за доцента а 1989. за ванредног професора за предмет Историја нововјековне филозофије. Године 1974 – 1975. боравио је у Паризу где је упознао више значајних француских филозофа тог времена: Жан Пол Сартра, Морис Мерло-Понтија, Жака Дериду, Емануела Левинаса, Едгара Морина, чија дела је касније врло успешно преводио на српски језик. Филозофски факултет у Сарајеву напустио је у току рата и живео у Требињу од 1995. до пензије где је предавао предмет Естетика на Академији ликовних умјетности и предмет Историја филозофије на Филозофском факултету у Никшићу, паралелно се врло успешно и плодно бавио превођењем филозофских дела савремених француских филозофа. Ћузулан је једно време био и шеф катедре за филозофију на у рату основаном Филозофском факултету у Источном Сарајеву.
Ћузулан се бавио изучавањем савремене француске филозофије и обогатио је нашу филозофску литературу преводима значајних дела. Преминуо је и сахрањен је у родном Орашју у Поповом пољу 2015. Занимљиво је да је мало Орашје родно место и другог великог српског филозофа и преводиоца филозофских дела (са енглеског и пољског језика) Риста Тубића